# Capnia licina
Capnia licina är en bäcksländeart som beskrevs av Jewett 1954. Capnia licina ingår i släktet Capnia och familjen småbäcksländor. Inga underarter finns listade i Catalogue of Life.